# Wahlern

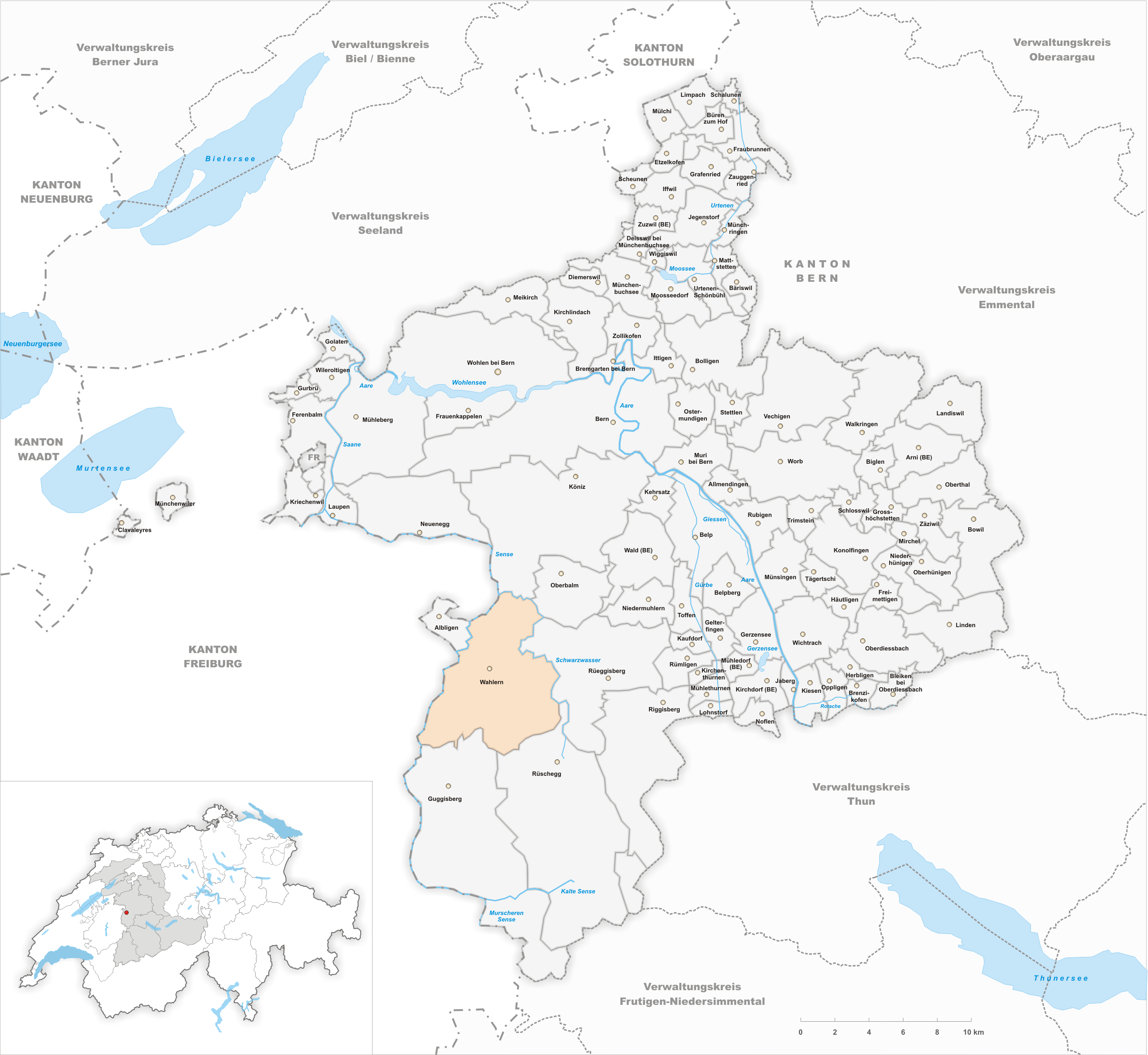
Gemeindestand vor der Fusion am 1. Januar 2011

Wahlern ist eine Ortschaft in der Einwohnergemeinde Schwarzenburg im Schweizer Kanton Bern.
Bis zum 31. Dezember 2010 war Wahlern eine eigene Gemeinde. Am 1. Januar 2011 fusionierte sie mit der Gemeinde Albligen zur neuen Gemeinde Schwarzenburg. Zum Namen der neuen Gemeinde wurde derjenige des grössten Ortsteils von Wahlern, Schwarzenburg, gewählt. Unter dem Namen Wahlern existiert gegenwärtig noch eine Bürgergemeinde.

## Geographie
Wahlern liegt in den Voralpen östlich der Sense.
Bekannt ist vor allem die grösste Ortschaft der fusionierten Gemeinde, Schwarzenburg, dies unter anderem als Standort des ehemaligen Kurzwellensenders Schwarzenburg. 2002 hatten sich die Stimmbürger anlässlich einer Trennung der Burger- und der Einwohnergemeinde als Gemeindenamen aber für den Namen des kleineren Ortsteils Wahlern entschieden.
Schwarzenburg war bis zum 31. Dezember 2009 auch der Hauptort des gleichnamigen Amtsbezirks Schwarzenburg. Dieser wurde im Zuge der Berner Verwaltungsreform aufgehoben und die damaligen Gemeinden (Albligen, Guggisberg, Rüschegg und Wahlern) dem Verwaltungskreis Bern-Mittelland zugeschlagen.
Daneben zählt die ehemalige Gemeinde viele Weiler, zum Beispiel Steinenbrünnen. Die einzelnen Dörfer neben Wahlern und Albligen in der fusionierten Gemeinde heissen Schwarzenburg (Hauptort), Lanzenhäusern, Mamishaus und Milken.

## Politik
Der Gemeinderat (Exekutive) bestand 2010 aus 7 Mitgliedern. Bis Ende 2012 wurde er temporär um ein Mitglied der kleineren Gemeinde Albligen auf 8 Mitglieder erhöht. Die vertretenen politischen Parteien waren SVP, SP und die lokale Partei Wahlern links der Mitte (WLM). Letzter Gemeindepräsident war Ruedi Flückiger (SP), der auch Gemeindepräsident der neuen Gemeinde Schwarzenburg wurde (bis Ende 2016 im Amt). Die Gemeindeversammlung oder die Urnengemeinde bildeten die Legislative, Wahlern hatte kein Gemeindeparlamentrg.
Bei den Nationalratswahlen 2007 betrugen die Wähleranteile in Wahlern: SVP 44,6 %, SP 19,0 %, FDP 10,5 %, Grüne 10,1 %, EVP 5,1 %, CVP 4,4 %, EDU 2,3 %, SD 1,8 %, FPS 0,7 %, Übrige 1,5 %.

## Verkehr
Der Bahnhof Schwarzenburg ist der Endbahnhof der Bahnstrecke Bern Fischermätteli–Schwarzenburg, welche 1907 von der Bern-Schwarzenburg-Bahn eröffnet wurde und heute von der BLS Netz betrieben wird. In Lanzenhäusern steht auch ein Bahnhof und es existiert noch eine Haltestelle bei der Schwarzwasserbrücke an der Grenze zur Gemeinde Köniz. Daneben bestehen mehrere Postautolinien und unzählige Bushaltestellen.

## Schulen
In Schwarzenburg gibt es zwei Primarschulhäuser und eine Sekundarschule. In den anderen Dörfern der Gemeinde gibt es noch mehrere kleinere Schulhäuser. Alle Sekundarschüler des ehemaligen Amtsbezirks Schwarzenburg gehen aber nach Schwarzenburg in die Schule.

## Sehenswürdigkeiten
Etwas ausserhalb des Siedlungsgebiets liegt die reformierte Pfarrkirche Wahlern. Der ursprünglich romanische Bau wurde in der Spätgotik umgebaut und mit einem Chor ergänzt. Das Chäppeli, eine im Ortsteil Schwarzenburg liegende Kapelle, stammt aus dem Jahr 1463 und zeichnet sich durch einen Pyramidenturm aus.

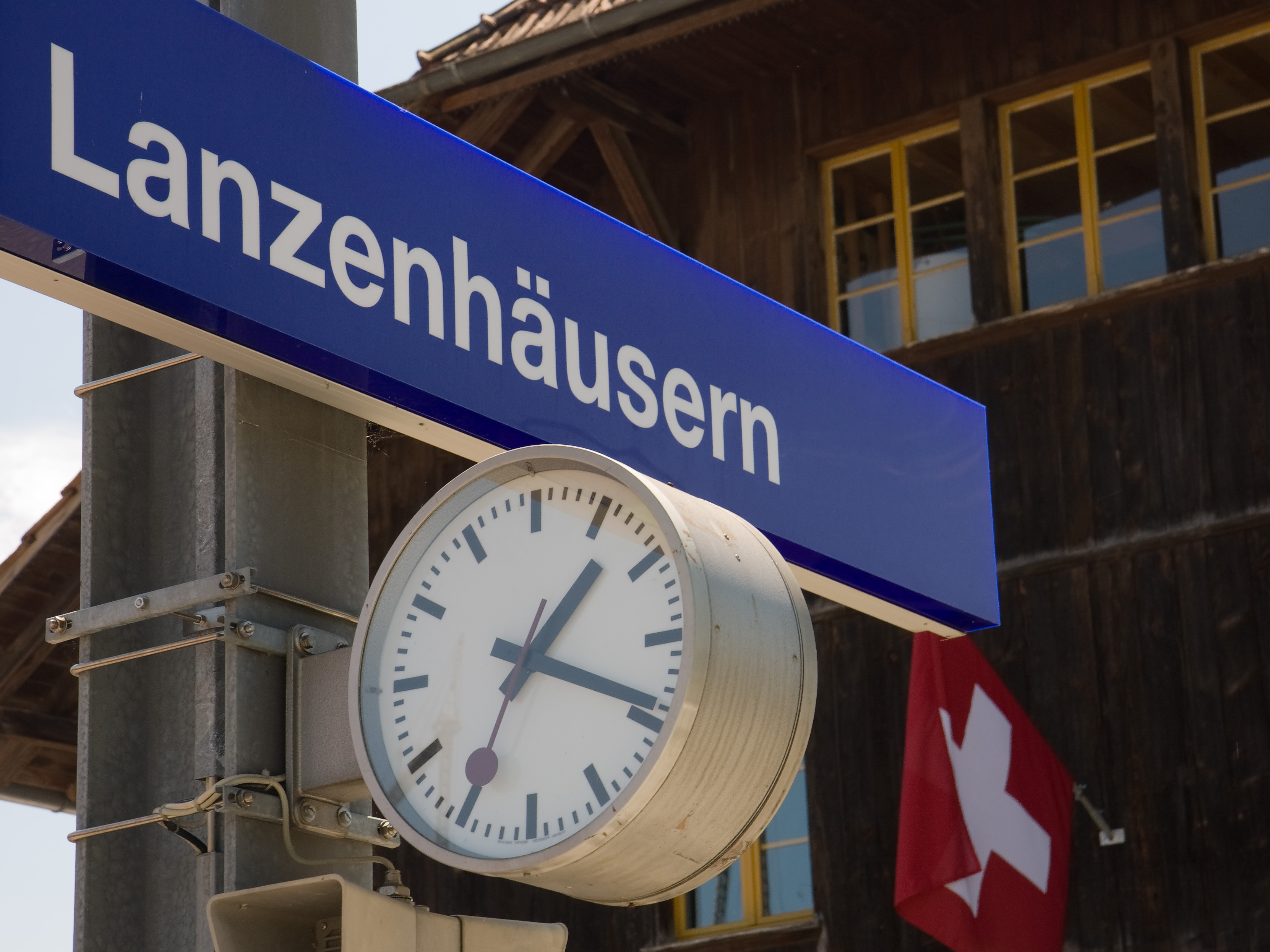
Ortsschild beim Bahnhof Lanzenhäusern
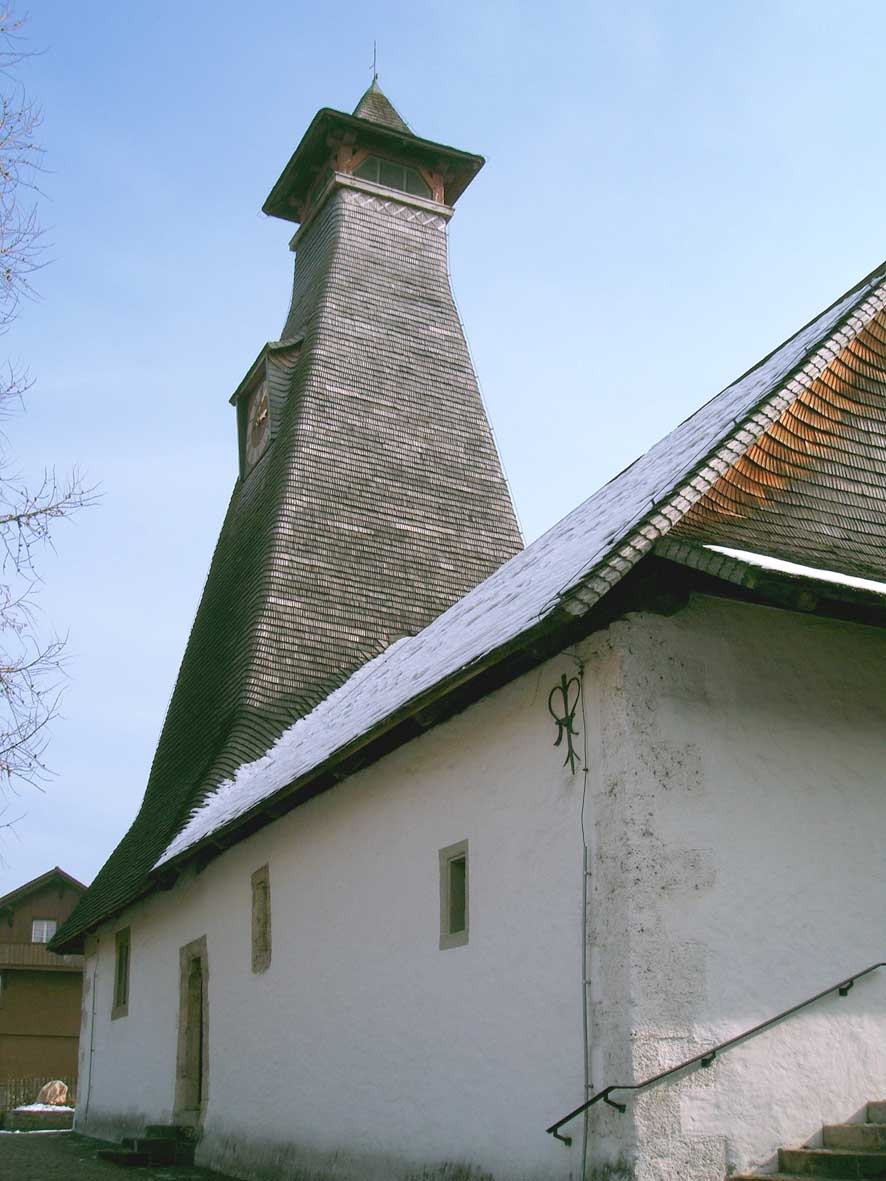
Das Chäppeli

## Söhne und Töchter von Wahlern
- Johann Zahnd (1854–1934), Landschafts- und Genremaler